# Urban Legend (álbum)
| Críticas profissionais | Críticas profissionais |
| Avaliações da crítica  | Avaliações da crítica  |
| Fonte                  | Avaliação              |
| ---------------------- | ---------------------- |
| Allmusic               | [ 1 ]                  |
| Baltimore City Paper   | (mixed)                |
| Entertainment Weekly   | B+                     |
| Prefix                 | (7/10)                 |
| RapReviews             | (8/10)                 |
| Rolling Stone          | [ 6 ]                  |

Urban Legend é o terceiro álbum de estúdio do rapper americano T.I., lançado em 30 de Novembro através da Grand Hustle Records e Atlantic Records. O álbum estreou no número sete na parada Billboard 200, vendendo 193,000 na sua primeira semana de lançamento, chegou ao número um na parada Top R&B/Hip-Hop Albums, e ao número um na parada Top Rap Albums.
O primeiro single oficial do álbum, "Bring Em Out", foi lançado em 19 de Outubro de 2004 e se tornou seu primeiro hit no top dez, chegando ao número nove na Billboard Hot 100, enquanto o segundo single "U Don't Know Me" chegou ao número vinte e três na Billboard Hot 100. Seu terceiro single "ASAP" alcançou o número 75 nas paradas americanas, número 18 nas paradas Hot R&B/Hip-Hop Songs e número 14 na Hot Rap Tracks. T.I. criou um vídeo para "ASAP"/"Motivation". Porém, "Motivation" só chegou ao número 62 na parada Hot R&B/Hip-Hop Songs.
O álbum apresenta produção providenciada pelos produtores de longa data DJ Toomp, Jazze Pha, Lil Jon, The Neptunes, Nick "Fury" Loftin, David Banner e Sanchez Holmes. Novos produtores incluiam Daz Dillinger, Kevin "Khao" Cates, KLC, Mannie Fresh, Scott Storch e Swizz Beatz. Participações especiais no álbum incluiam Trick Daddy, Nelly, Lil Jon, B.G., Mannie Fresh, Daz Dillinger, Lil Wayne, Pharrell Williams, P$C, Jazze Pha e Lil' Kim.
Desde seu lançamento, Urban Legend recebeu avaliações positivas da maioria dos críticos musicais, onde a maioria dos críticos o viu como mais uma melhoria.
A Recording Industry Association of America certificou o álbum como platina, com mais de 1,000,000 de cópias enviados nos Estados Unidos.

## Lista de faixas
| #  | Título                   | Produtor(es)                           | Participação(ões)                | Duração |
| -- | ------------------------ | -------------------------------------- | -------------------------------- | ------- |
| 1  | "Tha King"               | Nick "Fury" Loftin                     |                                  | 3:24    |
| 2  | "Motivation"             | DJ Toomp                               |                                  | 3:34    |
| 3  | "U Don't Know Me"        | DJ Toomp                               |                                  | 4:03    |
| 4  | "ASAP"                   | Sanchez Holmes                         |                                  | 4:44    |
| 5  | "Prayin' For Help"       | Sanchez Holmes                         |                                  | 4:22    |
| 6  | "Why You Mad At Me"      | Khao                                   |                                  | 3:53    |
| 7  | "Get Loose"              | Jazze Pha                              | Nelly                            | 4:12    |
| 8  | "What They Do"           | KLC                                    | B.G.                             | 3:48    |
| 9  | "The Greatest"           | Mannie Fresh                           | Mannie Fresh                     | 4:22    |
| 10 | "Get Your Shit Together" | Scott Storch                           | Lil' Kim                         | 4:05    |
| 11 | "Freak Though"           | The Neptunes                           | Pharrell                         | 3:43    |
| 12 | "Countdown"              | David Banner                           |                                  | 4:55    |
| 13 | "Bring Em Out"           | Swizz Beatz                            |                                  | 3:36    |
| 14 | "Limelight"              | Khao                                   | P$C                              | 5:03    |
| 15 | "Chillin' With My Bitch" | Scott Storch & John McPaul             | Jazze Pha                        | 3:56    |
| 16 | "Stand Up"               | Lil Jon                                | Lil Jon, Trick Daddy & Lil Wayne | 4:42    |
| 17 | "My Life"                | Daz Dillinger, co-produced by Shorty B | Daz Dillinger                    | 5:13    |

## Samples
Tha King
- "King Of Rock" and "Hit It Run" by Run-DMC

Prayin' for Help
- "When I'm Gone" by Cynthia Biggs & Dexter Wansel

Why U Mad at Me
- "Bumpy's Lament" by Isaac Hayes

Bring Em Out
- "What More Can I Say" by Jay-Z

Limelight
- "I'll Never Let You Go" by Leon Sylvers

### Paradas
| Parada (2004)                       | Maior posição |
| ----------------------------------- | ------------- |
| Japanese Albums Chart               | 39            |
| US Billboard 200                    | 7             |
| US Billboard Top R&B/Hip-Hop Albums | 1             |
| US Billboard Top Rap Albums         | 1             |